# العلاقات الهندية الرواندية
العلاقات الهندية الرواندية هي العلاقات الثنائية التي تجمع بين الهند ورواندا.

## مقارنة بين البلدين
هذه مقارنة عامة ومرجعية للدولتين:
| وجه المقارنة                                              | الهند                       | رواندا                                        |
| --------------------------------------------------------- | --------------------------- | --------------------------------------------- |
| المساحة (كم2)                                             | 3.29 مليون                  | 26.34 ألف                                     |
| عدد السكان (نسمة)                                         | 1.35 مليار                  | 12.21 مليون                                   |
| الكثافة السكانية (ن./كم²)                                 | 410.33                      | 463.55                                        |
| العاصمة                                                   | نيودلهي                     | كيغالي                                        |
| اللغة الرسمية                                             | اللغة الهندية، لغة إنجليزية | اللغة الكينيارواندا، لغة إنجليزية، لغة فرنسية |
| العملة                                                    | روبية هندية                 | فرنك رواندي                                   |
| الناتج المحلي الإجمالي (بليون دولار)                      | 2.60 تريليون                | 9.14 مليار                                    |
| الناتج المحلي الإجمالي (تعادل القوة الشرائية) بليون دولار | 8.00 تريليون                | 20.46 مليار                                   |
| الناتج المحلي الإجمالي الاسمي للفرد دولار أمريكي          | 1.60 ألف                    | 697                                           |
| الناتج المحلي الإجمالي للفرد دولار أمريكي                 | 5.70 ألف                    | 1.66 ألف                                      |
| مؤشر التنمية البشرية                                      | 0.609                       | 0.483                                         |
| رمز المكالمات الدولي                                      | +91                         | +250                                          |
| رمز الإنترنت                                              | .in، .भारत ‏، .بھارت ‏،        | .rw                                           |
| المنطقة الزمنية                                           | ت ع م+05:30، توقيت الهند    | ت ع م+02:00                                   |

## منظمات دولية مشتركة
يشترك البلدان في عضوية مجموعة من المنظمات الدولية، منها:
| علم المنظمة | اسم المنظمة                        | تاريخ انضمام الهند | تاريخ انضمام رواندا |
| ----------- | ---------------------------------- | ------------------ | ------------------- |
|             | يونسكو                             | 4 نوفمبر 1946      | 7 نوفمبر 1962       |
|             | مؤسسة التمويل الدولية              | 20 يوليو 1956      | 6 نوفمبر 1975       |
|             | منظمة حظر الأسلحة الكيميائية       | ?                  | ?                   |
|             | مؤسسة التنمية الدولية              | 24 سبتمبر 1960     | 30 سبتمبر 1963      |
|             | منظمة التجارة العالمية             | 1995               | ?                   |
|             | وكالة ضمان الاستثمار متعدد الأطراف | 6 يناير 1994       | 27 سبتمبر 2002      |
|             | الاتحاد البريدي العالمي            | ?                  | ?                   |
|             | الاتحاد الدولي للاتصالات           | 1869               | 12 ديسمبر 1962      |
|             | منظمة الشرطة الجنائية الدولية      | ?                  | ?                   |
|             | الأمم المتحدة                      | 30 أكتوبر 1945     | 18 سبتمبر 1962      |
|             | البنك الدولي للإنشاء والتعمير      | 27 ديسمبر 1945     | 30 سبتمبر 1963      |
|             | البنك الإفريقي للتنمية             | ?                  | ?                   |
|             | مجلس الأمن التابع للأمم المتحدة    | 1950               | 2013                |
|             | دول الكومنولث                      | 15 أغسطس 1947      | ?                   |

## وصلات خارجية
- موقع وزارة الخارجية الهندية
- موقع وزارة الخارجية الرواندية